# Stade Marcantonio-Bentegodi
Le stade Marcantonio-Bentegodi (en italien : Stadio Marcantonio Bentegodi) est un stade de football situé à Vérone en Italie. Il est utilisé par le Chievo Vérone (Serie D) et l'Hellas Verone (Serie A).
Équipé d'une piste d'athlétisme, le stade a une capacité de 39 211 sièges (dont le côté Est est un espace réservé pour les spectateurs handicapés et leurs accompagnateurs), ainsi que 160 sièges de presse pour un total de 39 371 sièges.

## Histoire
Construit en 1963, c'était une merveille technologique. Le stade semblait être trop grand pour Hellas Vérone qui avait joué la plupart des 35 dernières années en Serie B. La capacité a été augmentée de 40 000 à 45 000 places pour la Coupe du monde 1990, devenant ainsi le neuvième plus grand stade en Italie.

## Événements
- Coupe du monde de football de 1990